# 臨時台湾旧慣調査会
臨時台湾旧慣調査会（りんじたいわんきゅうかんちょうさかい）とは、日本統治下の台湾における法制および農工商経済に関する旧慣習を調査するために1901年（明治34年）台湾総督府内に置かれた特別機関である。

## 設置の背景
日本による台湾支配の確立の過程で、台湾総督府は、土地調査、臨時台湾戸口調査、臨時台湾旧慣調査という三つの大きな調査事業を行っている。これは土地関係を把握し、その上にいる人間の属性を把握し、そしてその人が取り結ぶ社会関係を把握する三点セットの調査であって、総督府の以降の施策の基礎となった。このうち臨時台湾旧慣調査の概要は以下のとおりである。日本による台湾の領有の初期、土地台帳と名寄帳の作成が行われたが、その過程で土地に関する法慣行の実態を調査する必要が痛感された。そこで、総督府民政長官後藤新平は、1900年（明治33年）京都帝国大学法科大学教授岡松参太郎にその調査を委嘱した。
これをきっかけに、内地とは異なる台湾独自の立法の基礎をつくるために本調査会が1901年（明治34年）4月に発足した。同年10月には、臨時台湾旧慣調査会規則（勅令第196号）が公布された。

## 本調査会の組織
本調査会は、民政長官が充てられる会長と、その下に内務大臣の秦請により内閣において任命される委員と、調査事務を補助する補助委員に若干名の書記および通訳から組織された。本調査会は2部に分かれ、第1部は法制を、第2部は農工商経済の旧慣習を調査するとされた。第1部の部長は岡松参太郎が任命されている。これに対し、第2部については、1902年（明治35年）度において、愛久澤直哉、波多野高吉、宮尾舜治（淡水税関長を兼任）と3人が任命されている。ちなみに、同年度の台湾総督府職員録には、それぞれの部長の年手当についてまでも記録がある。それによると、岡松と波多野の年手当は1800円であり、愛久澤のそれは、彼が専売局製薬課嘱託を兼ねていたこともあってか3000円と破格であった。

## 本調査会第1部の活動と成果
臨時台湾旧慣調査会第1部は、土地および親族・相続の三者を調査の対象とした。まず北部台湾を調査の対象とし《第一期調査》、次いで南部台湾を調査した《第二期調査》。その結果をそれぞれ「第1回調査報告書」（1903年）と「第2回調査報告書」（1906～07年）として刊行した。その後、中部台湾を調査した《第三期調査》。さらに、これまでの全台湾の私法的慣習の調査結果を集大成して「台湾私法」の刊行（1909年～1911年）という成果をあげた。これは本文6冊、付録参考書7冊、総ページ数5866ページからなる。
第二番目の成果として、「清国行政法」（全6巻）の刊行がある。台湾の旧慣習の淵源をなす清国の旧典や先例を調査したうえで、1905年（明治38年）から1915年（大正4年）にかけて織田萬の編述により刊行されたものである。
第三番目の成果として「台湾番族慣習研究」の刊行がある。岡松篇述によるもので8巻3932ページからなる。
同会の活動は単なる調査にとどまらず、台湾総督の指定した法案すなわち台湾において内地とは異なる特別な立法を必要とするものを起草し、審議した。これにより「台湾祭祀公業令」・「台湾合股令」・「台湾親族相続令」とそれらの施行規則が起草・検討されている日本の領台後5年経過した1900年（明治33年）に開始したこの台湾旧慣習調査事業は足掛け20年以上にわたった。本調査会は1919年（大正8年）5月の勅令第175号により解散したが、報告書の刊行は続き、最終の報告書が上梓されたのは、岡松没後の1922年（大正11年）であった。

## 本調査会第2部の活動と成果
上記の成果を上げた第1部に対して、第2部は、予期された調査の成果を上げられなかった。1904年には調査を中止し、わずかに2冊の「第2部調査経済資料報告」を刊行したのみで業を終えた。1905年（明治38年）6月の訓令により組織の改組が行われ、これまでの第2部の調査事項は第1部に吸収された。新第2部は「南清に連絡を有する農工商経済に関する調査」を担当することとされたが、こちらも見るべき成果を上げていないと評価されることもある他方、同会2部の刊行した『調査経済資料報告』につき積極的に評価するものもある。すなわち同報告書は、第1編「産業」、第2編「地方産業一般」、第3編「交通」、第4編「一般経済資料」からなるが、このうち第4編「一般経済資料」中、労働賃金、生活費などの調査は20世紀初めの台湾社会における経済実態を知る貴重な資料とされるとの説明もある。ただ以下の点には、注意をすべきである。1902年（明治35年）3月3日の新聞記事によると「第2部は貿易その他全ての商慣習を調査するにあるも目下対岸に向かって貿易拡張の時期なれば、まず貿易事項より着手することとし法学博士愛久澤直哉氏主任として屡々対岸に出張し考究に怠りなし」とある。同年愛久澤は福建省廈門において、対岸経営の実施機関である三五公司を設立する。対岸経営とは、台湾内秩序維持ならびに中国大陸南部への影響力拡大のため対岸たる福建省において樟脳専売、鉄道経営などの経済政策を進めるという総督府の方針である。愛久澤が「貿易拡張」のために「屡々対岸に出張し」ていたのは将にこの対岸経営の実施のためであった。